# 田沼意正
田沼 意正（たぬま おきまさ）は、江戸時代後期の大名。陸奥国下村藩5代藩主、のち遠江国相良藩主。通称は金弥、玄蕃。官位は従四位下・内膳正。相良藩田沼家6代。

## 生涯
藩祖・田沼意次の四男で、初代から3代の下村藩主の叔父に当たる。母は側室の田代氏。
安永3年（1774年）7月27日、若年寄水野忠友（のち老中）と養子縁組し、その娘と結婚して水野忠徳（みずの ただのり）と名乗る。安永4年（1775年）11月15日、10代将軍・徳川家治に御目見した。同年閏12月11日、従五位下・中務少輔に叙任された。しかし、天明6年（1786年）9月5日、意次の失脚により、養子縁組を解消されて田沼家に戻された。このとき、母方の姓である田代を称し、田代玄蕃（たしろ げんば）と名乗っている。
文化元年（1804年）7月26日、従子である陸奥国下村藩主・田沼意定の死去により、末期養子として田沼本家の家督を相続した。同年10月1日、11代将軍・徳川家斉に御目見した。同年12月16日、従五位下・玄番頭に叙任された。後に内膳正となる。文化3年（1806年）6月1日、大番頭に就任した。文政2年（1819年）8月8日、若年寄（西丸）に就任した。
文政6年（1823年）7月8日、忠友の跡を継いだ水野忠成の推挙や家斉の尽力もあって、旧領である遠州相良への復帰を許された。文政8年（1825年）4月18日、側用人（西丸）となった。同年12月、従四位下に昇進する。天保5年（1834年）4月26日、側用人を病気を理由に辞任する。天保7年（1836年）4月21日、隠居し長男の意留に家督を譲った。同年8月24日、78歳で死去した。
意正の時代になって田沼家が相良復帰、復権を果たしたのは、元来田沼派であった水野家の後継養子の忠成が将軍家斉の信任を受けて老中・側用人として栄達し、家斉の同意の下で意正を引き立てたためと思われる。

## 系譜
父母
- 田沼意次（実父）
- 田代氏（実母） - 側室
- 水野忠友（養父）
- 田沼意定（養父）

正室
- 水野忠友の娘・八重姫 - のち離縁

子女
- 田沼意留（長男） 生母は正室
- 柳生俊能（次男） - 柳生俊章の養子
- 柳生俊章正室

## 関連作品
- 幻十郎必殺剣（2008年、テレビ東京・東映） - 演：中原丈雄